# Ernst von der Schulenburg
Heinrich Ernst Graf von der Schulenburg (* 8. Mai 1812; † 10. November 1843 in Niederlößnitz) war preußischer Landrat.

## Leben
Er stammte aus der Adelsfamilie Graf von der Schulenburg auf Burgscheidungen. Sein Vater war Heinrich Graf von der Schulenburg (1783–1840), der Fideikommissherr auf Vitzenburg, Weißenschirmbach und Krüssau.
Graf Ernst besuchte die Schulen in Schnepfenthal und Roßleben. Er studierte drei Jahre Rechtswissenschaften in Berlin und wurde anschließend Gerichtsreferendar. Nachdem er eine Zeit bei der preußischen Regierung zu Erfurt gearbeitet hatte, wurde er 1840 Landrat des Kreises Querfurt im Regierungsbezirk Merseburg der preußischen Provinz Sachsen und Nachfolger von Heinrich von Helldorff. Dieses Amt übte er bis zu seinem Tod 1843 aus. Er starb in der Heilanstalt für Geisteskranke Wackerbarths Ruh’ von Friedrich Gustav Bräunlich in Niederlößnitz und wurde in Kötzschenbroda beigesetzt.